# Nagasawa Masami
Nagasawa Masami (長澤 まさみ, sinh ngày 3 tháng 6 năm 1987) là một nữ diễn viên kiêm người mẫu người Nhật Bản. Cô còn được biết đến với cái tên "Ma-chan", hay cái tên mà Yamashita Tomohisa gọi cô, "Maa-tan". Trên chương trình radio của mình, cô tự gọi mình là "Gasawa", cái tên do những người hâm mộ đặt.
Cô đang làm việc cho Công ty Giải trí Toho. Những phim đáng chú ý mà cô đã đóng là Crying out Love, In the Center of the World, Dragon Zakura Proposal Daisakusen và Wood Job.

## Tiểu sử
Nagasawa Masami sinh ngày 3 tháng 6 năm 1987 tại Iwata, Shizuoka, Nhật Bản. Cô tốt nghiệp trường Trung học Horikoshi năm 2006.

## Sự nghiệp

### Phim điện ảnh
- Crossfire (2000, Toho)
- Nagori yuki (2001, Daiei)
- Yomigaeri (2003, Toho)
- Godzilla: Tokyo SOS (2003, Toho)
- Robokon(Robot contest) (2003, Toho)
- Ashura no Gotoku (2003, Toho)
- Crying Out Love, In the Center of the World (2004, Toho)
- Shinkokyu no Hitsuyou (2004, Shochiku)
- Godzilla: Final Wars (2004, Toho)
- Touch (2005, Toho)
- Rough (2006, Toho)
- Nada Sousou (Tears for You) (2006, Toho)
- Sono toki wa kare ni yoroshiku (2007, Toho)
- Kakushi Toride no San-Akunin: The Last Princess (2008, Toho)
- Detroit Metal City (2008)(voice over)
- La Maison En Petits Cubes (2008)(narration)
- Gunjo (2009)
- Magare! Spoon (Find me a Psychic!) (2009)
- Kokurikozaka kara (From Up on Poppy Hill) (voice) (2011)
- Moteki (2011, Toho)
- I Wish (2011)
- The Last Chance: Diary of Comedians (2013)
- Wood Job! (2014)
- I am a hero (2015)
- Good Morning Show (2016)
- Gold Medal Man (2016)
- Gintama (2017)
- Gintama 2 (2018)
- Kingdom (2019)

### Phim truyền hình
- Pure Soul (2001, Yomiuri TV)
- Sakura (2002, NHK)
- Hontoni Atta Kowai Hanashi - Ushiro no Onna (2004, Fuji TV)
- Satsujin sutanto (TV Asahi Saturday drama special) (2004, Asahi TV)
- Toubousha (2004, TBS)
- Yasashii Jikan (2005, Fuji TV)
- Dragon Zakura (2005, TBS)
- Hiroshima Showa 20 nen 8 Gatsu Muika (2005, TBS)
- Komyo ga Tsuji (2006, NHK)
- Sailor Fuku to Kikanjuu (2006, TBS)
- Akechi Mitsuhide (2007, Fuji TV)
- Mama ga Ryori wo Tsukuru Wake (khách) (2007, Fuji TV)
- Shakespeare Drama Special - Romeo and Juliet (2007, Nippon TV)
- Proposal Daisakusen (2007, Fuji TV)
- Butterfly Stroke in Ganges River (2007, Asahi TV)
- Hatachi no Koibito (2007, TBS)
- Proposal Daisakusen SP (2008, Fuji TV)
- Last Friends (2008, Fuji TV)
- Galileo: Episode Zero (2008, Fuji TV)
- Fujiko F. Fujio no Parallel Space Nebumi Camera' (2008, Wowow)
- Tenchijin (2009, NHK)
- Soka, Mo Kimi wa Inai no Ka (2009, TBS)
- Boku no Imouto (2009, TBS)
- Sotsu Uta (2010, Fuji TV)
- Wagaya no Rekishi (2010, Fuji TV)
- Gold (2010, Fuji TV)
- Bunshin (2012, Wowow)
- Chocolat (2013, Gala TV)
- All About My Siblings (2014, Fuji TV)
- Sanada Maru (2016, NHK)
- THE CONFIDENCE MAN JP (2018, Fuji TV)

## Đón nhận
Tháng 3, 2006, cô được bình chọn là nữ diễn viên được yêu thích nhất của Oricon Style. Theo tạp chí Kinema Junpo, Masami được cho là "đứng đầu trong những diễn viên phim điện ảnh trẻ".
Mùa hè năm 2007, Masami xếp thứ 9 trong danh sách những người có ảnh hưởng nhất tại Nhật Bản năm 2007, và là người phụ nữ duy nhất góp mặt trong danh sách.
Cô thường xuyên xuất hiện và đứng ở các vị trí cao trong các bảng xếp hạng của Oricon.

## Giải thưởng
| Năm  | Giải Thưởng                         | Hạng mục                    | Tác phẩm                                               | Kết quả   |  |
| 2004 | 25th Yokohama Film Festival         | Best New Talent             | Like Asura, Robot Contest                              | Đoạt giải |  |
| 2005 | 29th Elan d'or Awards               | Newcomer of the Year        | Herself                                                | Đoạt giải |  |
| 2005 | 47th Blue Ribbon Awards             | Best Supporting Actress     | Crying Out Love in the Center of the World             | Đoạt giải |  |
| 2005 | 28th Japan Academy Film Prize       | Best Supporting Actress     | Crying Out Love in the Center of the World             | Đoạt giải |  |
| 2005 | 28th Japan Academy Film Prize       | Popularity Award Winner     | Crying Out Love in the Center of the World             | Đoạt giải |  |
| 2007 | 11th Nikkan Sports Drama Grand Prix | Best Actress                | Proposal Daisakusen                                    | Đề cử     |  |
| 2007 | 30th Japan Academy Film Prize       | Best Actress                | Tears for You                                          | Đề cử     |  |
| 2012 | 54th Blue Ribbon Awards             | Best Supporting Actress     | Moteki                                                 | Đoạt giải |  |
| 2012 | 35th Japan Academy Film Prize       | Best Actress                | Moteki                                                 | Đề cử     |  |
| 2012 | VoCE Beauty Awards                  | The Best Beauty of The Year |                                                        | Đoạt giải |  |
| 2012 | 11th New York Asian Film Festival   | Star Asia Rising Star Award | Love Strikes                                           | Đoạt giải |  |
| 2012 | Television Drama Academy Awards     | Best Actress                | Toshi Densetsu no Onna                                 | Đoạt giải |  |
| 2018 | 72nd Mainichi Film Awards           | Best Actress                | Before We Vanish                                       | Đoạt giải |  |
| 2018 | 41st Japan Academy Film Prize       | Best Actress                | Before We Vanish                                       | Đề cử     |  |
| 2019 | 44th Hochi Film Awards              | Best Actress                | Masquerade Hotel, The Confidence Man JP: The Movie     | Đoạt giải |  |
| 2019 | 32nd Nikkan Sports Film Awards      | Best Supporting Actress     | Masquerade Hotel, Kingdom                              | Đề cử     |  |
| 2020 | 62nd Blue Ribbon Awards             | Best Actress                | The Confidence Man JP: The Movie                       | Đoạt giải |  |
| 2020 | 62nd Blue Ribbon Awards             | Best Supporting Actress     | Masquerade Hotel, Kingdom                              | Đề cử     |  |
| 2020 | 43rd Japan Academy Film Prize       | Best Supporting Actress     | Kingdom                                                | Đoạt giải |  |
| 2020 | 45th Hochi Film Awards              | Best Actress                | Mother, The Confidence Man JP: Episode of the Princess | Đề cử     |  |
| 2020 | 33rd Nikkan Sports Film Awards      | Best Actress                | Mother, The Confidence Man JP: Episode of the Princess | Đoạt giải |  |
| 2021 | 63rd Blue Ribbon Awards             | Best Actress                | Mother, The Confidence Man JP: Episode of the Princess | Đoạt giải |  |
| 2021 | 75th Mainichi Film Awards           | Best Actress                | Mother                                                 | Đề cử     |  |
| 2021 | 44th Japan Academy Film Prize       | Best Actress                | Mother                                                 | Đoạt giải |  |
| 2021 | 44th Japan Academy Film Prize       | Best Actress                | The Confidence Man JP: Episode of the Princess         | Đề cử     |  |
| 2021 | 46th Hochi Film Awards              | Best Actress                | Masquerade Night                                       | Đề cử     |  |